# Petra Weis
Petra Weis (* 28. Dezember 1957 in Duisburg) ist eine deutsche Politikerin (SPD).

## Leben und Beruf
Nach dem Abitur 1976 am Johanna-Sebus-Gymnasium in Duisburg absolvierte Petra Weis ein Studium der Sozialwissenschaften und der Geschichte für das Lehramt für die Sekundarstufe II an der Ruhr-Universität Bochum und der Westfälischen Wilhelms-Universität in Münster, welches sie 1984 mit dem ersten Staatsexamen beendete. Danach war sie freiberuflich in der Erwachsenenbildung tätig und war anschließend als wissenschaftliche Mitarbeiterin für eine Landtagsabgeordnete und später für eine Europaabgeordnete tätig.
1993 wechselte sie als Referentin in das Referat für Frauenpolitik beim SPD-Parteivorstand, welches sie ab 1999 leitete.
Petra Weis ist verheiratet.

## Partei
Petra Weis ist 1980 in die SPD eingetreten und gehört seit 1994 dem Vorstand des SPD-Unterbezirks Duisburg an. Von 1998 bis 2001 war sie außerdem Mitglied im Vorstand des SPD-Bezirks Niederrhein.
Sie ist seit 1990 stellvertretende Vorsitzende des Unterbezirks Duisburg der Arbeitsgemeinschaft Sozialdemokratischer Frauen (ASF) und war von 1998 bis 2001 außerdem Vorsitzende des ASF-Bezirks Niederrhein.

## Abgeordnete
Von 1989 bis 1993 gehörte Petra Weis der Bezirksvertretung von Duisburg-Innenstadt an.
Von 2002 bis 2009 war sie Mitglied des Deutschen Bundestages. Hier war sie seit Oktober 2004 stellvertretende Sprecherin der Arbeitsgruppe Aufbau Ost der SPD-Bundestagsfraktion und ab Dezember 2005 außerdem stellvertretende Sprecherin der Fraktionsarbeitsgruppe Verkehr, Bau und Stadtentwicklung.
Petra Weis war als direkt gewählte Abgeordnete des Wahlkreises Duisburg I in den Bundestag eingezogen. Bei der Bundestagswahl 2005 erreichte sie hier 55,9 % der Erststimmen.